# La Salette-Fallavaux
La Salette-Fallavaux är en kommun i departementet Isère i regionen Auvergne-Rhône-Alpes i sydöstra Frankrike. Kommunen ligger i kantonen Corps som tillhör arrondissementet Grenoble. År 2022 hade La Salette-Fallavaux 82 invånare.

## Befolkningsutveckling
Antalet invånare i kommunen La Salette-Fallavaux
Referens:INSEE